# Ascalaph Designer
Ascalaph Designer — программа молекулярного моделирования общего назначения. Она предоставляет графическое окружение для консольных программ квантовой и классической механики Firefly, CP2K и MDynaMix, имеет возможности для конструирования молекулярных моделей, конформационной оптимизации и молекулярной динамики. Firefly/PC GAMESS предоставляет широкий ряд квантовохимических методов.

## Основные возможности
- Построение молекулярной модели (полимеры, наноструктуры, белки, нуклеиновые кислоты)
- Силовые поля AMBER/OPLS
- Оптимизация конформации
- Молекулярная динамика
- Квантовая химия
- Гибкая SPC модель воды[7]

## Область применения
- Нуклеиновые кислоты [8]
- Белки
- Моделирование липидных мембран[9]
- Полиэлектролиты[10]
- Ионные жидкости[11][12]
- Термодинамические свойства жидкостей [13]
- Разработка молекулярно-механических силовых полей[14]